# Gul trumpetbuske
Gul trumpetbuske (Tecoma stans) är en art i familjen katalpaväxter och förekommer naturligt från Florida till Västindien, Mexiko och söderut till Peru. Arten odlas ibland som krukväxt i Sverige och är en vanlig prydnadsväxt i varma länder. 
Gul trumpetbuske är en vek buske som vanligen blir upp till 4 meter hög, ibland så hög som 10 meter. Bladen är motsatta, skaftade, parbladiga och har 3-9 delblad. Bladskaften blir 4-9 cm långa, delbladen 7-10 cm långa och 1,5-3 cm breda, lansettlika, elliptiska eller ovala, spetisga till utdraget spetsiga med tandad kant. Blommorna sitter i en klase eller vippa med upp till 20 blommor. Fodret är skålformat med fem olikstora flikar. Kronan är gul, 2,5-6 cm lång med fem olikstora flikar. Ståndarna är fyra, pistillen ensam och märket är tvådelat.

## Varieteter
- var. stans - har delblad vars längd är mindre än fyra gånger bredden, kala eller sparsamt håriga på undersidan.
- var. angustata - har delblad vara längs är 4-10 gånger bredden.
- var. sambucifolia - har blad som påmminner om fläderblad.
- var. velutina - har delblad vars längd är mindre än fyra gånger bredden, de är tätt håriga på undersidan.

## Synonymer
var. stans (L.) Juss. ex Kunth
- Bignonia frutescens Mill. ex A.de Candolle
- Bignonia incisa Hort. ex DC.
- Bignonia stans L.
- Gelseminum stans (L.) Kuntze
- Stenolobium quinquejugum Loes.
- Stenolobium stans (L.) Seem.
- Stenolobium stans var. apiifolium (de Candolle) Seem.
- Stenolobium stans var. multijugum Fr.
- Stenolobium stans var. pinnatum Seem.
- Tecoma stans (L.) Grisebach
- Tecoma stans var. apiifolia de Candolle

var. angustatum Rehder
- Stenolobium incisum Rose & Standl.
- Stenolobium tronadora Loes.
- Tecoma incisa (Rose & Standl.) I.M.Johnst.
- Tecoma tronadora (Loes.) I.M.Johnst.

var. sambucifolia (Kunth) J.R.I.Wood
- Bignonia sambucifolia hort. ex Carrière
- Stenolobium sambucifolium (Kunth) Seem.
- Tecoma sambucifolia Kunth

var. velutina de Candolle
- Bignonia sorbifolia (Kunth) Salisbury
- Gelseminum molle (Kunth) Kuntze
- Stenolobium molle (Kunth) Seem.
- Tecoma fabrisii T.Meyer
- Tecoma mollis Kunth
- Tecoma sorbifolia Kunth
- Tecoma stans var. mollis (Kunth) M.A.Siddiqi